# Fiat Punto
Fiat Punto este o mașină supermini comercializată de producătorul italian de automobile Fiat între 1993 și 2018, care se întinde pe trei generații. Cea de-a treia generație a mașinii a fost comercializată între 2005 și 2009 sub numele de Grande Punto, iar între 2009 și 2012 sub numele de Punto Evo, când a fost reintrodus numele Punto. În mai 2013, aproape nouă milioane de unități au fost vândute la nivel global.

## A treia generație (2005–2018)
Fiat Grande Punto a fost construit prima dată în anul 2005 pe platforma vechiului Punto, motorizările fiind aproape aceleași ca la vechiul Punto. Design-ul l-a creat însuși Giorgieto Giugiaro, numindu-l micul Maserati. În același an a primit 5* la testul EuroNcap, fiind unul din hatchback-urile ce a primit maxim de puncte. Fiabilitatea este medie față de alte mărci cunoscute cu renume. Caseta de direcție are un zgomot la denivelari, ușile pe față se inchid mai greu și firele de la portiera șofer și haion se rup în timp, dar cu timpul aceste defecte s-au remediat, din anul 2010-2011. În altă ordine de idei este o mașină decentă, la un preț acceptabil, punând în valoare AC-ul cu care a ieșit prima dată pe porțile fabricii, acesta fiind în prețul mașinii fără opțiuni. Pe 29 mai 2018 se anunță definitiv sfârșitul producției.